# Rašid Rachimov
Rašid Mamatkulovič Rachimov (in russo Рашид Маматкулович Рахимов?, traslitterazione anglosassone Rashid Mamatkulovich Rakhimov; Dušanbe, 18 marzo 1965) è un allenatore di calcio ed ex calciatore tagiko naturalizzato russo, di ruolo centrocampista, tecnico del Rubin.

## Carriera

### Giocatore

#### Club
Ha giocato con SKA-Pamir Dušanbe, Spartak Mosca, Valladolid, Lokomotiv Mosca, Austria Vienna, Admira Wacker Mödling e Ried.

#### Nazionale
Ha rappresentato sia la Nazionale tagika, sia quella russa.

### Allenatore
Ha allenato Admira Wacker Mödling, Amkar Perm' e Lokomotiv Mosca.
Per quattro anni (dal 2013 al 2017) è stato allenatore del Terek Groznyj. Nel 2018 e per poco più di un anno è tornato a guidare il club di Groznyj, nel frattempo ridenominato Achmat Groznyj.
Nel 2023 ha firmato per il Rubin, che ha subito portato alla promozione in massima serie.

## Palmarès

### Giocatore

#### Club
- Coppa dell'URSS: 1

Spartak Mosca: 1991-1992
- Campionato russo: 2

Spartak Mosca: 1992, 1994

### Allenatore

#### Competizioni nazionali
- Pervaja Liga: 1

Rubin: 2022-2023